# Schmilka (Schiff, 1897)
Der Raddampfer Schmilka wurde 1897 in der Schiffswerft Blasewitz gebaut. Das Schiff wurde unter dem Namen Hohenzollern mit der Baunummer 40 auf Kiel gelegt. Namensgeber war das Adelsgeschlecht Hohenzollern. 1919 erhielt es als drittes Schiff den Namen Meissen, 1928 als zweites Schiff den Namen Sachsen und schließlich 1936 den Namen Schmilka.

## Die Zeit bis 1945

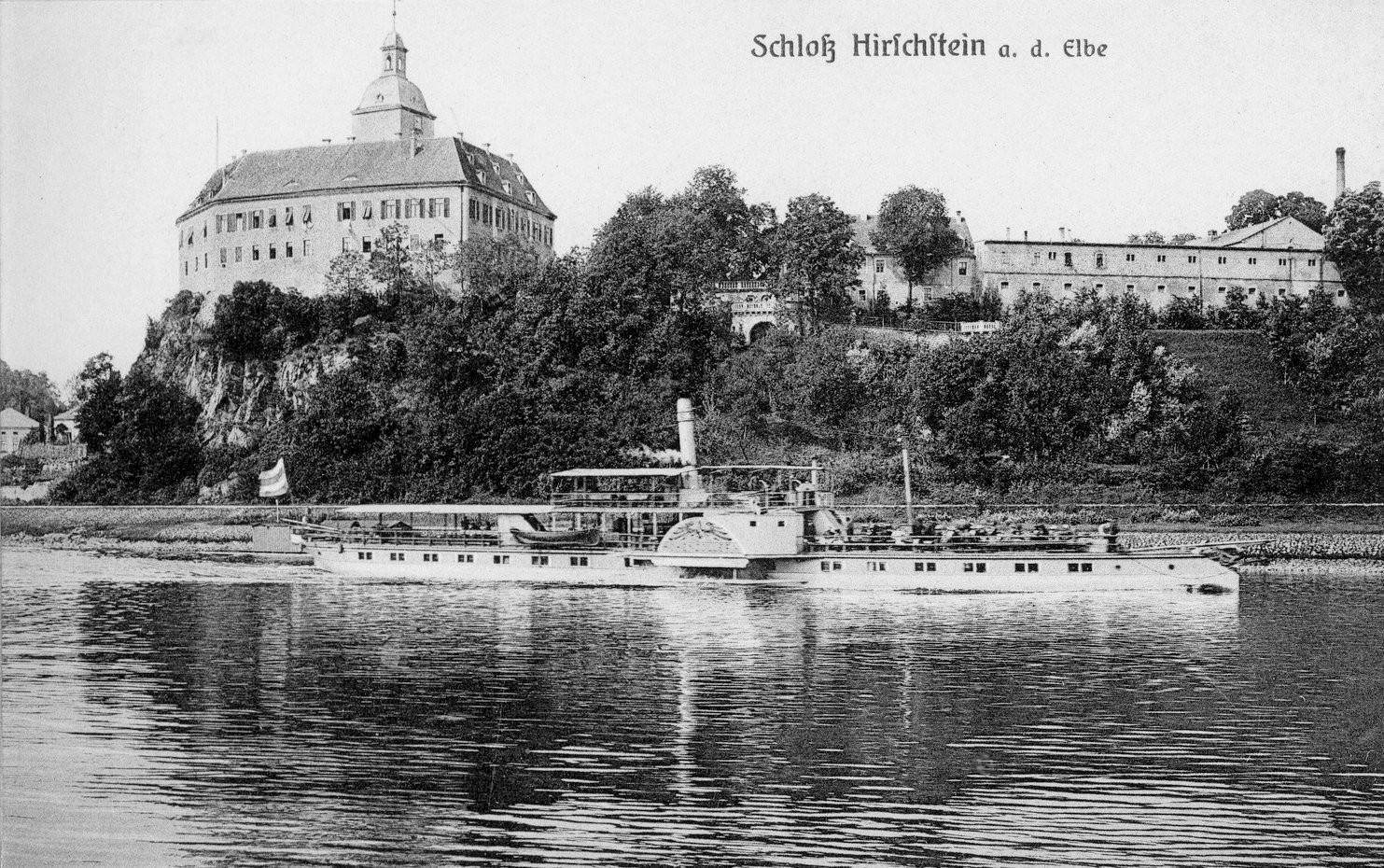
Raddampfer Hohenzollern am Schloss Hirschstein

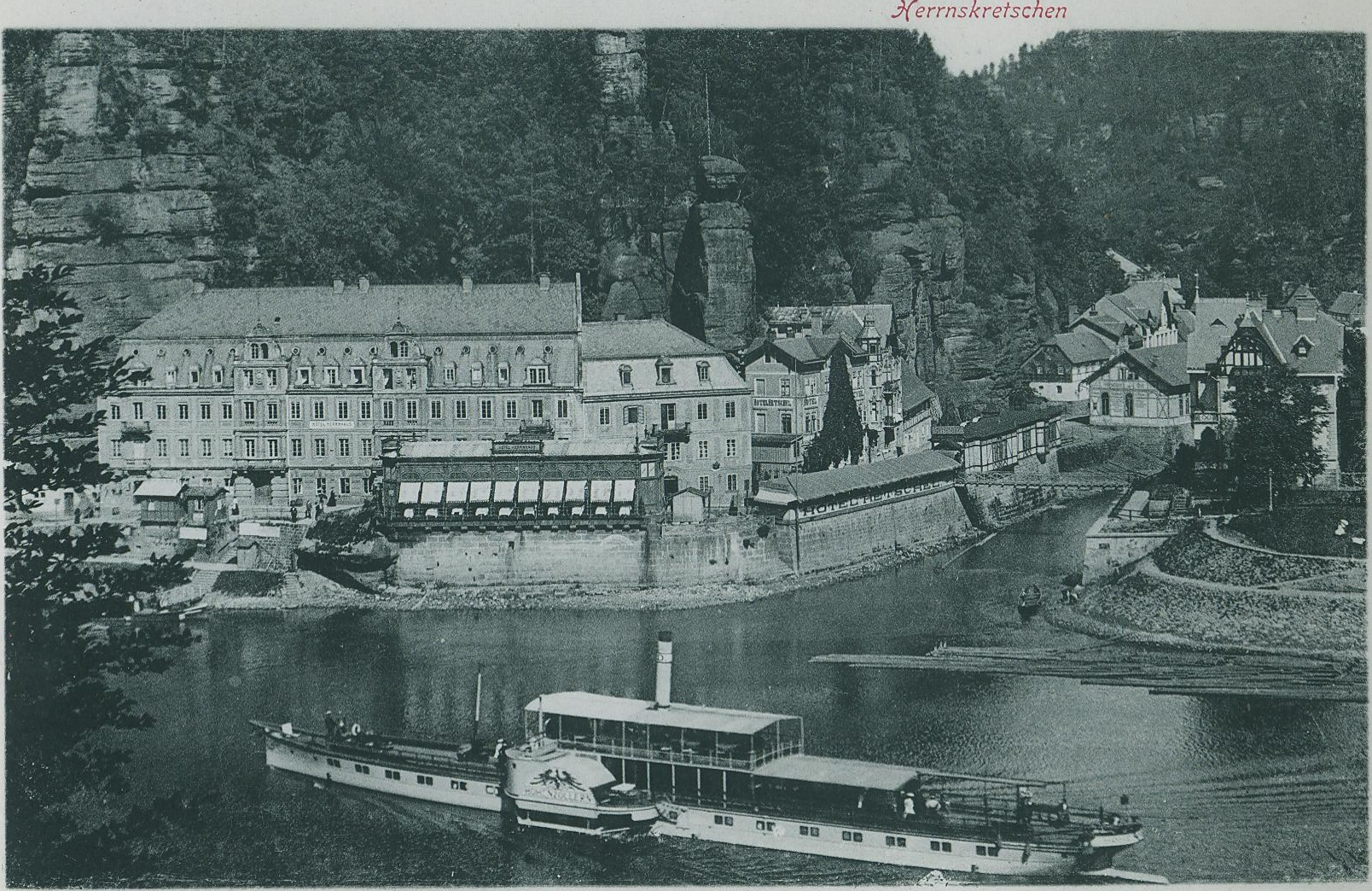
Raddampfer Hohenzollern in Herrnskretschen

Nach der Indienststellung am 23. Mai 1897 fuhr der Oberdeckdampfer bis 1923 für die „Sächsisch-Böhmische Dampfschiffahrts-Gesellschaft“ (SBDG). Nach der Einstellung des Geschäftsbetriebes fuhr das Schiff für die 1923 neu gegründete Sächsisch-Böhmische-Dampfschiffahrt, Aktiengesellschaft (SBDA), deren ab 1926 üblichen weißen Anstrich der Schiffe ihr den Namen Weiße Flotte einbrachte.
Das Schiff war mit einer Dampfsteuermaschine ausgerüstet. Gebaut wurde sie von der Schiffswerft Übigau der Deutschen Elbschiffahrts-Gesellschaft, Kette, mit der Fabrik-Nr. 174. Ausgestattet war das Schiff nur mit Plätzen der 1. Klasse. Im Jahr 1913 erhielt das Schiff eine elektrische Anlage.

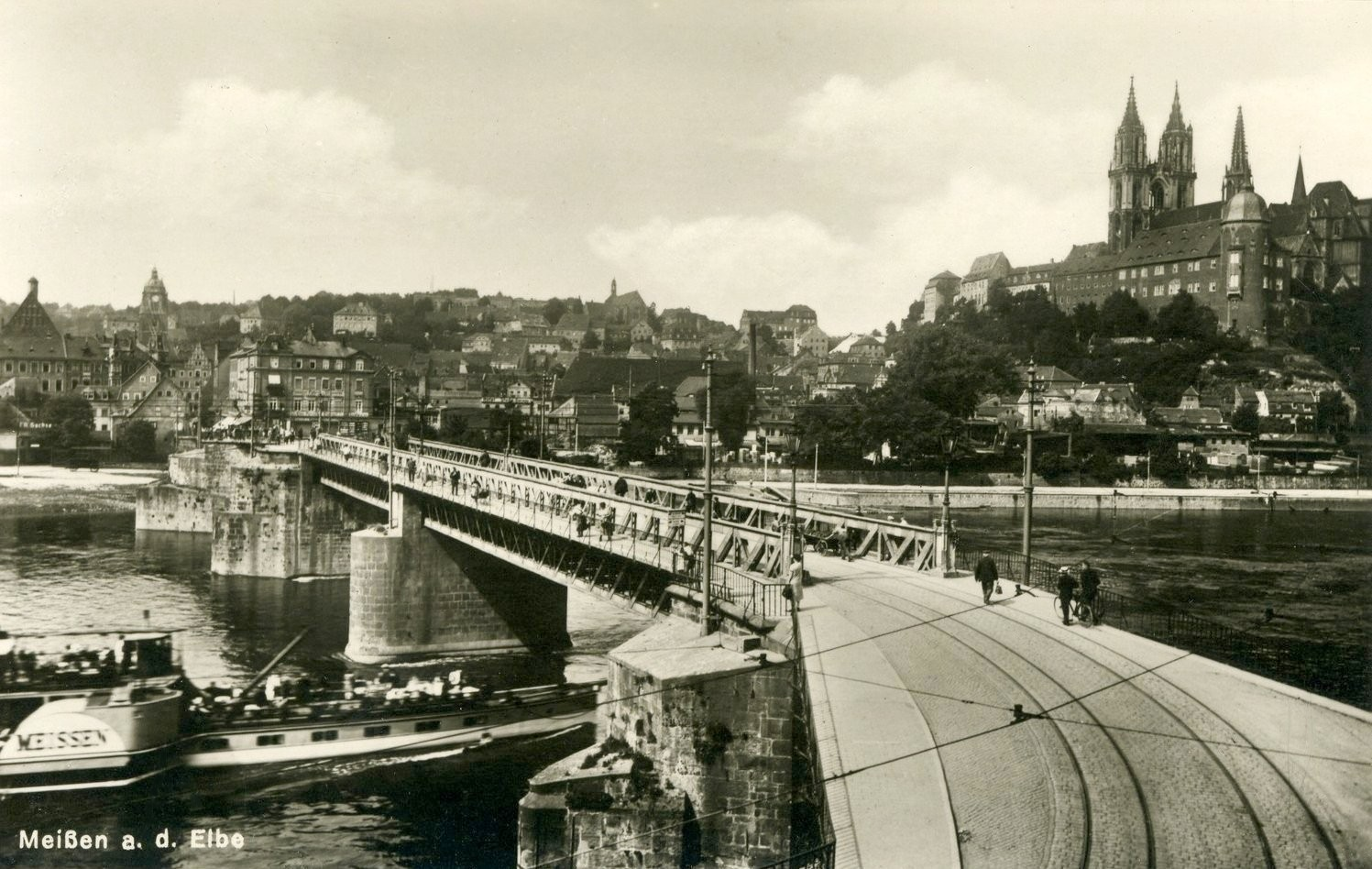
Raddampfer Meissen vor der Albrechtsburg in Meißen

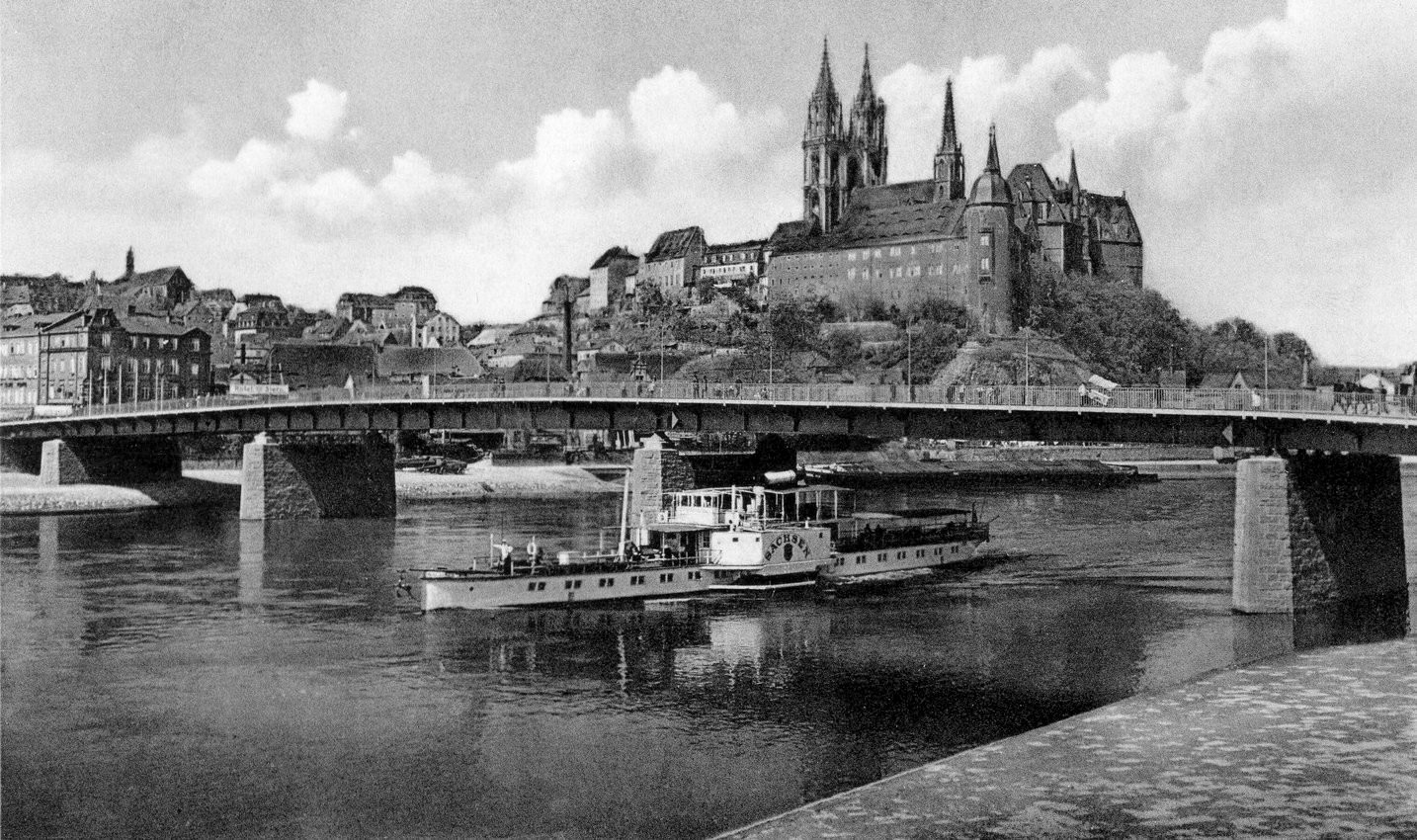
Raddampfer Sachsen in Meißen

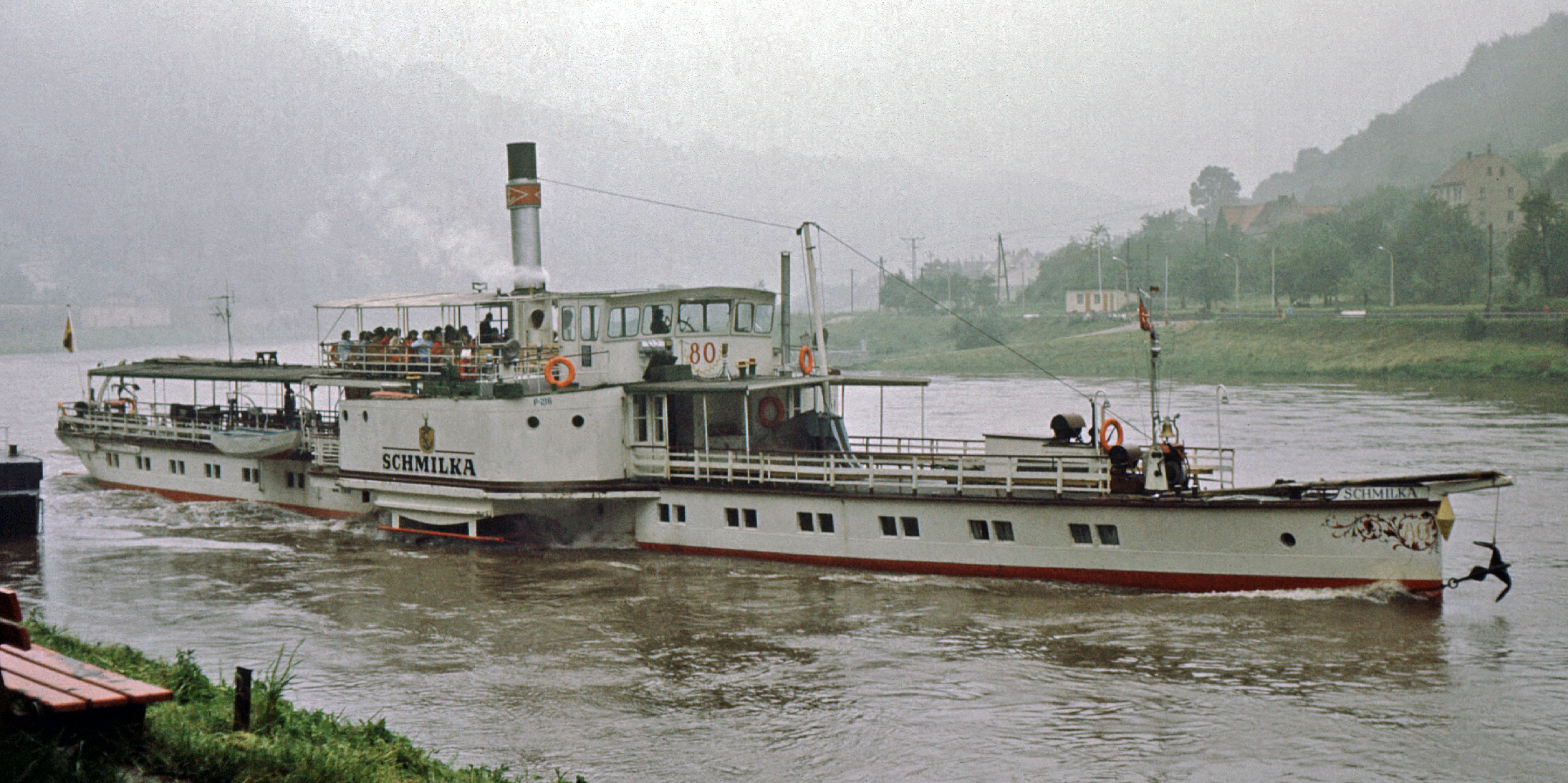
Raddampfer Schmilka in Königstein

Raddampfer Schmilka im Juni 1995 an dem Liegeplatz im Neustädter Hafen

Am 25. Mai 1919 wurde es, wie alle Schiffe, die Namen eines Monarchen oder einer Monarchie trugen, umbenannt und erhielt den Namen Meissen. Im Winter 1927/28 erhielt das Schiff den weißen Anstrich. Im Winter 1928/29 wurde eine Dampfheizung eingebaut und die Radkästen ausgebaut, um Platz für Toiletten zu schaffen. 1929 ging das Schiff unter dem neuen Namen Sachsen wieder in Fahrt. Die bisherige Sachsen ex. König Albert wurde in Meissen umbenannt. Der Grund für diesen Namenstausch ist unbekannt. 1936 bekam das Schiff den Ortsnamen Schmilka. Außer der John Penn, die 1941 in Herrnskretschen umbenannt wurde, trugen zu diesem Zeitpunkt bereits alle anderen 23 Schiffe der Reederei Ortsnamen.
Im Sommer 1943 erhielt die Schmilka wie alle Dampfer einen Tarnanstrich. Am Ende des Zweiten Weltkrieges lag das Schiff im Hafen von Prossen.

## Die Zeit nach 1945
Am 26. August 1945 wurde die Schmilka durch die Tschechoslowakische Republik beschlagnahmt und nach Děčín geschleppt. Hier wurde sie in den Bestand der ČSPLO eingegliedert. 1948 wurde das Schiff wieder zurückgeführt und der am 1. Februar 1947 unter dem Namen VEB Elbeschiffahrt Sachsen in Volkseigentum überführten SBDA übergeben. Von 1950 bis 1957 gehörte sie zum VEB Deutsche Schiffahrts- und Umschlagszentrale (DSU). Nach deren Auflösung entstand 1957 der VEB Fahrgastschiffahrt und Reparaturwerft Dresden und ab 1967 der VEB Fahrgastschiffahrt Dresden.
Im Jahr 1949 erfolgen eine Instandsetzung des Schiffes und ein versuchsweiser Umbau auf Ölfeuerung. Da die Versuche fehlschlugen, wurde die Kohlefeuerung beibehalten. 1950/51 wurde die Maschine generalüberholt.
1977 wurde die Schmilka aufgrund eines Kesselschadens außer Betrieb genommen. 1980 erfolgte im Alberthafen Dresden-Friedrichstadt der Einbau eines Dampfkessels mit 10 bar Dampfdruck aus dem Dampfgreifbagger IV. Der Kessel mit der Bau-Nr. 11109 und dem Baujahr 1960 stammte vom VEB Dampfkesselbau Übigau. In der Laubegaster Werft erfolgte 1981 die Instandsetzung des Schiffes. 1982 ging es wieder auf Fahrt. 1985 wurde es nach erneutem Kesselschaden stillgelegt und im Neustädter Hafen in Dresden aufgelegt. Offensichtlich war ein Wiederaufbau vorgesehen, denn zeitweise lag die Schmilka unterhalb der Albertbrücke am Terrassenufer. 1987 wurde das Schiff in der Laubegaster Werft auf die Möglichkeit einer Instandsetzung und einen erneuten Einsatz untersucht. Allerdings kam es nicht dazu. Sie wurde zurück in den Neustädter Hafen gebracht. Am 16. Oktober 1995 wurde sie dann von der Meissen zur Laubegaster Werft geschleppt und hier an Land aufgelegt. Auf der Werft feierte das Schiff im Jahr 1997 als zehntes Schiff sein 100-jähriges Dienstjubiläum. Da an dem Schiff kein Bedarf bestand, sollte es verkauft werden. Nachdem sich kein Käufer gefunden hatte, sollte das Schiff Anfang 2001 nach Roßlau in die dortige Schiffswerft geschleppt werden. Aufgrund des schlechten Zustandes des Schiffsrumpfes wurde dazu allerdings keine Genehmigung erteilt. Daraufhin wurde die Schmilka im Oktober 2001 abgewrackt.
Die Dampfmaschine wurde mit dem kompletten Maschinenraum in der Roßlauer Werft eingelagert. Auch die Schaufelräder und andere wieder verwertbare Teile wurden für einen eventuellen Wiederaufbau konserviert und eingelagert. Das Heck des Schiffes steht heute am Eingang der Laubegaster Werft.

## Die Dampfmaschine
Die Dampfmaschine ist eine oszillierende Hochdruck-Zweizylinder-Verbund-Dampfmaschine mit Einspritzkondensation. Gebaut wurde sie von der Schiffswerft Übigau der „Kette, Deutsche Elbschiffahrts-Gesellschaft“ mit der Fabrik-Nr. 158. Die Leistung betrug 145 PSi.

## Kapitäne des Schiffes
- Julius Hermann Steglich 1898–1900
- Friedrich Wilhelm Erdmann 1901–1903
- Carl Gustav Hering 1904–1907
- Friedrich Eduard Viehrig 1908–1919
- Wilhelm Rosche 1920